# Woolpit
Woolpit – wieś i civil parish w Anglii, w hrabstwie Suffolk, w dystrykcie Mid Suffolk. Leży 26 km na północny zachód od miasta Ipswich i 106 km na północny wschód od Londynu. W 2011 civil parish liczyła 1995 mieszkańców. Woolpit jest wspomniana w Domesday Book (1086) jako Wlfpeta.